# Paul Fuster
Paul Fuster és un músic, cantant i compositor estatunidenc d'ascendència catalana.

## Biografia
Nascut a Minnesota, es va traslladar de ben jove a Nova York, després de fer un seguit de viatges pels Estats Units d'Amèrica, on va començar a aprendre música, centrant-se sobretot en la percussió.
L'any 1997 va visitar Cardona, vila natal de la seva mare, i va decidir quedar-s'hi una temporada. Va ser llavors quan començà la seva carrera com a cantautor en anglès. Ha recorregut gran part del circuit català de sales de concert i ha actuat en un bon nombre de festivals a tot el país com l'U-zona Reggae, Altaveu Frontera, La Marató de TV3, Senglar Rock, Mercat de Música Viva de Vic, Barcelona Acció Musical, Festa de la Diversitat, Festival Grec de Barcelona o el Festival Altaveu. També ha fet actuacions a diverses ciutats europees. Va actuar en alguns concerts de la gira del 1998 de la cantautora estatunidenca Ani DiFranco. L'any 2002 va rebre el premi Altaveu «per haver consolidat a Catalunya una proposta independent i rupturista».
La seva música es mou dins els paràmetres del folk-rock d'arrels estatunidenques. Ha publicat sis elapés, entre ells Happy Nothing, produït per Quimi Portet. La cançó «Montserrat», de 36 Weeks, va ser inclosa a la banda sonora de la pel·lícula Krámpack de Cesc Gay. També va ser un dels membres del projecte Proton-Proton, format amb Aron Sanchez i Jarrod Ruby, en una línia de música més experimental.

## Discografia

### En solitari
- 1998: 36 Weeks
- 1999: Battleship
- 2002: Happy Nothing (Quisso Records)
- 2012: Repte[4]
- 2016: Go/Between[5]

### Amb Proton-Proton
- 2005: Proton-Proton Ep No. 1
- 2005: Proton-Proton Ep No. 2